# TASZSZ
A TASZSZ (1992 és 2014 között: ITAR-TASZSZ) mozaikszó a Tелеграфное агентство Советского Союза (magyar átírással: Tyelegrafnoje Agentszvo Szovjetszkovo Szojuza, magyarra fordítva: Szovjetunió Távirati Ügynöksége) szovjet-orosz állami hírügynökség rövidítése, melyet az 1904-ig, a cári Oroszországig visszanyúló jogelődjeivel együtt 121 évvel, a ma ismert nevének 1925-ös felvételével 100 évvel ezelőtt alapítottak.

## Névváltozatok

A hírügynökség logója (1992-2014)

A TASZSZ mozaikszó a fonetikus átírás miatt kizárólag Magyarországon ismert rövidítés, mely a Телеграфное агентство Советского Союза (magyar átírással: Tyelegrafnoje Agentszvo Szovjetszkovo Szojuza, magyarra fordítva: Szovjetunió Távirati Ügynöksége) név rövidítéséből keletkezett, egyebekben világszerte a TASS név a közismert. A 2014-ben ismét felvett TASZSZ név ma már nem a mozaikszót jelenti, hanem márkanévként áll az ügynökség nevében. A mai, teljes, hivatalos név: ТАСС, информационное агентство (angolul: TASS Russian News Agency, magyar fordításban: TASZSZ Orosz Hírügynökség).
1992-ben, a Szovjetunió felbomlásakor kétszeresen is megváltozott a TASZSZ neve. Egyfelől belekerült a nevébe az Oroszország Tájékoztatási-Távirati Ügynöksége kifejezés rövidítése, az ITAR (oroszul: Информационное телеграфное агентство России, magyar átírásban: Informacionnoje Tyelegrafnoje Agentsztvo Rosszii). Másfelől a TASZSZ mozaikszó már nem a Szovjetunió Távirati Ügynöksége rövidítését jelentette, hanem az oroszul ugyanazokkal a kezdőbetűkkel leírható Független Országok Hírügynöksége (Телеграфное агентство суверенных стран, Tyelegrafnoje Agensztvo Szuverennih Sztran) lett az ügynökség elnevezése. Erre azért is szükség volt, mert egy akkori elképzelés szerint a Szovjetunió utódállamainak hírügynökségei megőrizték volna a TASZSZ nevet, amit a saját országukra utaló elnevezéssel egészítettek volna ki. Így született az orosz ITAR-TASZSZ rövidítés, és például az ukrán Ukrinform-TASZSZ is, mely ugyan ma is működik Ukrinform néven, a TASZSZ „előnevet” azonban hamar elhagyta.

## Története
A TASZSZ története összefügg Oroszország hírügynökségi történetével. 1894-ben alakult több újság részvételével az első iroda Orosz Távíró Ügynökség (Российского телеграфного агентства, RTA) néven, amely a Reutersszel is kooperált. 1902-ben azonban az állam elfogultnak, és német érdekeket képviselőnek nyilvánította az ügynökséget, és Szergej Vitte gazdasági miniszter kezdeményezésére saját  – állami – szervezeti egységet hozott létre Kereskedelmi és Távíró Ügynökség néven (Торгово-телеграфное агентство, TTA). Klasszikus hírügynökségi vállalattá azonban csak 1904. szeptember 1-jén alakult, amikor írásba foglalták a szervezet működési szabályzatát, így létrejött a Szentpétervári Távirati Iroda (С.-Петербургское телеграфное агентство, SZPTA) néven a mai TASZSZ első jogelődje. Ezt követően 1917-ig több néven és szervezeti formában – állami kontroll alatt – folytatta a tevékenységét az ügynökség. Az 1917-es októberi orosz forradalom idején a bolsevik  pártközpont mellett is működött sajtóiroda, melyet 1918. szeptember 7-től Moszkvában összevontak az akkor éppen Petrográdi Távirati Hírügynökség (Петроградское телеграфное агентство, PTA) néven működő állami hírügynökséggel Orosz Távirati Iroda (Российское телеграфное агентство ROSZTA) néven. A Szovjet Szocialista Köztársaságok Szövetsége 1922-es létrejöttét követően, 1925. július 10-én ez a szervezet vette fel a TASZSZ (Телеграфное агентство Советского Союза) nevet, és vált a legnagyobb szovjet hírügynökséggé. A TASZSZ-nak a szovjet tagköztársaságokban helyi szervezetei működtek, melyek azonban saját híreiket csak helyben terjeszthették, a moszkvai TASZSZ-központ döntött arról, hogy a köztársasági szervezetek mely információját emeli be az országos és nemzetközi hírforgalomba.
A TASZSZ a szocialista országok központosított sajtóirányításának megfelelően szűrt információkat tett közzé, feladatai közé tartozott a propagandatevékenység is. Híreinek előzetes cenzúrázásával 1922 és 1992 között a szovjet cenzúrahivatal, a Glavlit foglalkozott. Mint állami szervezetet ma is egyre gyakrabban éri az a vád, hogy a kormánynak nem tetsző információkat nem, vagy módosításokkal teszi közzé.
1964-ben 94 országban volt tudósítója, 1989-ben 110 országban 1500 újságírót foglalkoztatott, 2019-ben pedig a világ 60 pontján 63 fiókkal rendelkezett.
1992-ben a TASZSZ neve ITAR-TASZSZ-ra változott, 2014-ben azonban ismét felvette a TASZSZ nevet, amit azonban a rövidítés feloldása nélkül, mint nemzetközileg ismert márkanevet használják.
2014-ben a hírügynökség korábbi nevének visszavétele mellett a megalakulás 110. évfordulóján országos megemlékezést, és egész éves rendezvénysorozatot tartottak, melyre Vlagyimir Putyin elnöki rendelettel adott utasítást 2015-ben a szervezet jelentős átszervezéséről és karcsúsításáról döntöttek, ami az újságírók egynegyedének elbocsátásával járt.

### TASZSZ-ablakok

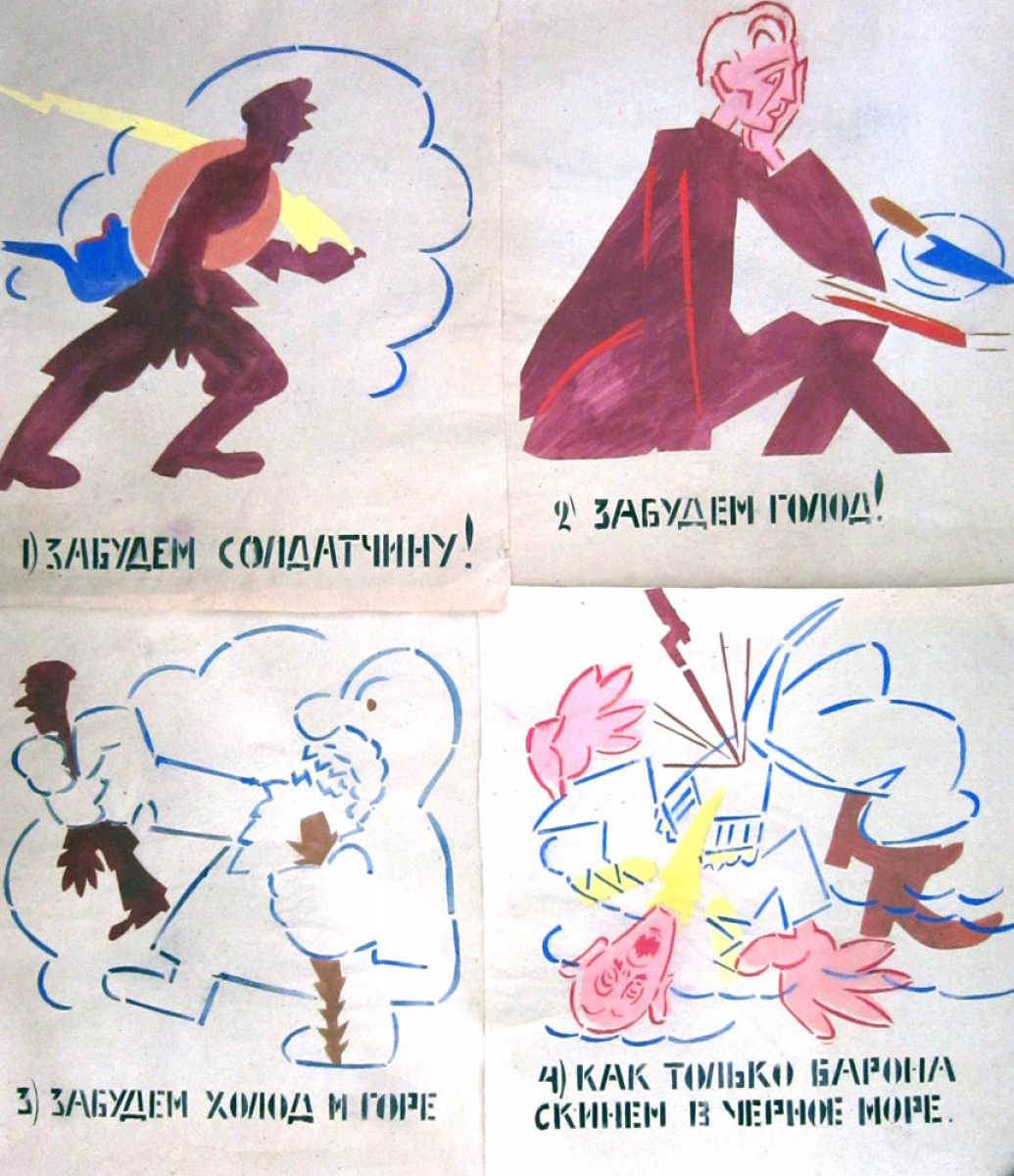
ROSZTA-ablak sorozat 1920-ból
1. Elfelejtjük a katonáskodástǃ
2. Elfelejtjük az éhségetǃ
3. Elfelejtjük a fagyoskodást és a keservet
4. Mihelyst a bárót (Vrangelt) levetjük a Fekete-tengerbe.

A hírügynökség számos kezdeményezése vált emlékezetessé az évtizedek alatt. Ezek közül – elsősorban művészettörténeti értéke miatt – kiemelkedik az úgynevezett TASZSZ-ablakok (Окна ТАСС) plakátsorozat – illetve mivel indulásakor még a ROSZTA nevet használta az ügynökség, így a korai példányok ROSZTA-ablakokként (Окна РОСТА) voltak ismertek. Ezeket a plakátokat 1918 és 1946 között készítették, és a munkára számos grafikust és karikaturistát alkalmazott a hírügynökség. A plakátok közterületen mindenütt láthatók voltak, de gyakran az egyébként szinte üres boltok kirakataiba helyezték azokat, részben a jobb láthatóság érdekében, részben pedig az áruhiány „kitakarására”. A plakátok tartalma és szerepe propagandisztikus volt: a forradalom és a második világháború éveiben harcra, vagy a hadigazdaságban való aktívabb munkavégzésre buzdítottak, egyebekben a szocialista élet számos területét lefedték a himlőoltás fontosságának hirdetésétől kezdve a munkaversenyben való részvételt szorgalmazva.  A plakátokból több múzeum őriz gyűjteményt, máig számos művészeti írás témáját adják. Hasonló plakátok egyébként a szocialista tábor több országában – így Magyarországon – is készültek az 1950-es években, ám azok nem voltak ennyire egységesek, és a kiadójuk sem egyetlen szervezet volt, mint ezek szovjet változatánál.